# Trompklasse (fregat)
De fregatten van de Trompklasse waren ongeveer een kwart eeuw de gezichtsbepalende vlaggenschepen van de Koninklijke Marine, niet in het minst door de opmerkelijke bol van de radarantenne. Ze stonden bij de marine ook bekend als geleide-wapenfregatten (GW-fregat).

## Schepen
- Hr.Ms. Tromp (F801) (1975-1999)
- Hr.Ms. De Ruyter (F806) (1976-2001)

## Achtergrond
In de Defensienota 1966 waren voor het eerst plannen opgenomen voor de bouw van twee geleide-wapenfregatten ter vervanging van de beide kruisers, die toen nog de vlaggenschepen van de marine waren. Omstreeks 1971 begon de bouw van de schepen en in 1975 resp. 1976 werden ze in dienst genomen.

## Vernieuwend
De schepen waren in diverse opzichten vernieuwend voor de marine: het waren de eerste schepen met gasturbinevoortstuwing (zowel voor de hoofdvaart als voor de kruisvaart), er was een technische centrale van waaruit apparatuur, motoren en machines op afstand bediend konden worden, er was controle op de bedrijfstoestand en bewaking van temperaturen, toerentallen, etc. Het waren de eerste schepen met een bewapening die grotendeels uit geleidewapens bestond.
De 3D-radar was uniek en voor die tijd zeer geavanceerd: behalve richting en afstand kon men ook de hoogte van een doel bepalen. De 3D-radar kwam voort uit het Broomstick-programma, waaraan ook de Royal Navy en de Bundesmarine deelnamen. De Royal Navy besloot uiteindelijk een eigen systeem te kopen en de Duitse marine schafte een Amerikaanse radar aan.
Door vergaande automatisering konden de fregatten toe met een bemanning van ongeveer 300 koppen, terwijl de kruisers nog ruim 900 bemanningsleden nodig hadden.

## Taak
De hoofdtaak van beide schepen bestond uit het leiden van een eskader of escortegroep, waarvoor ze extra communicatiemiddelen hadden en accommodatie voor een eskadercommandant en diens staf. Tevens verzorgden ze de luchtverdediging op middellange afstand voor datzelfde eskader. Voor zelfbescherming waren verder luchtverdedigingsmiddelen voor korte afstand en onderzeebootbestrijdingswapens aan boord.

## Bewapening
De bewapening bestond uit twee kanonnen van 120 mm, acht zeedoelraketten, korte- en middellange-afstandsluchtdoelraketten en anti-onderzeeboottorpedo's. Daarnaast kon een helikopter worden meegenomen. Later werd nog een Goalkeeper-systeem geplaatst.

## Geschiedenis
De Tromp was het achtste schip bij de marine dat die naam voerde. De voorgangers waren drie linieschepen, een kanonneerschoener, een schroefstoomschip, een pantserschip en een lichte kruiser (1936-1968). De kruiser was tevens naamgever voor een eerdere Trompklasse.
Sinds 2003 is een negende Tromp in dienst, een luchtverdedigings- en commandofregat uit De Zeven Provinciënklasse.
De schepen werden in 1999 resp. 2001 uit de vaart genomen en vervolgens gesloopt. Hun plaats werd bij de marine ingenomen door twee luchtverdedigings- en commandofregatten van De Zeven Provinciënklasse.

## Trivia
- De (Bofors-)geschutkoepel op het schip, met twee 120mm-kanonnen, is afkomstig van de onderzeebootjager de Gelderland, die in 1974 uit dienst werd genomen. Beide koepels werden toen verwijderd en voor hergebruik op de fregatten gereviseerd.
- De kenmerkende kunststof bol (radome) boven de brug, die de radar tegen weersinvloeden beschermde, bezorgde de schepen in de beginjaren de bijnaam Kojak, naar de toentertijd populaire, kaalhoofdige televisieacteur Telly Savalas.
- De Franse fregatten van de Suffrenklasse voeren eveneens een grote bol over de radar. Van grote afstand (de bol valt tenslotte als eerste op) zijn ze door Nederlands marinepersoneel menigmaal voor eigen schepen aangezien (andersom waarschijnlijk ook).